# Світ учора

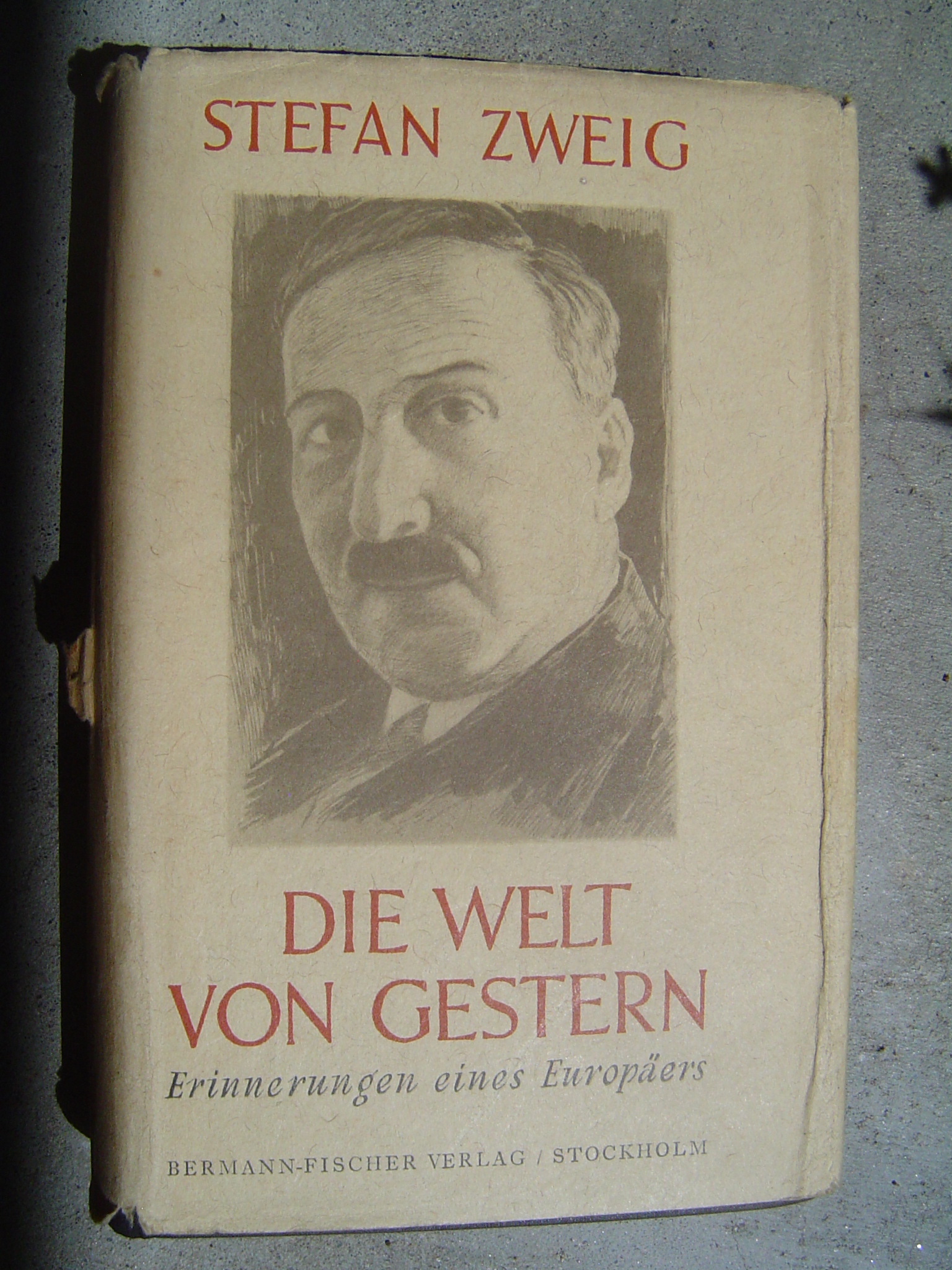
Обкладинка «Світу учора» 1942 року

Світ учора: Спогади європейця (нім. Die Welt von Gestern: Erinnerungen eines Europäers) — це автобіографічний твір Стефана Цвейґа. Книга написана незадовго до смерті Цвайґа в останні роки (з 1939 по 1941 роки) його заслання та надрукована посмертно 1942 року в співпраці з видавцями Hamish-Hamilton London та Bermann-Fischer Verlag AB у Стокгольмі.  В Україні роман переклад здійснений Анною Савченко у видавництві Фоліо 2018 року.

## Опис роботи
Книзі властива особиста близькість, яку читач отримує від тонко сплетеної літературної структури до оповідача від першої особи. Робота поєднує об’єктивний погляд на культуру стародавньої Європи з акцентом на Відень та Австро-Угорську імперію. Твір частково містить особисті погляди інтер’єру оповідача від першої особи. Те, наскільки Цвейг змальовує своє особисте життя у цій книзі, є суперечливим. Цвейґ описує культуру, моду, життя молоді, освітню систему, сексуальну мораль та систему цінностей суспільства.

## Видання

### Німецькі видання
- Die Welt von Gestern. Erinnerungen eines Europäers. S. Fischer, Frankfurt am Main (1952 und) 1982, ISBN 978-3-10-097047-3. als Taschenbuch (Frankfurt am Main 1993): ISBN 978-3-596-21152-4.
- Die Welt von Gestern. Erinnerungen eines Europäers. Mit Nachwort und Zeittafel von Rüdiger Görner. Artemis & Winkler (Winkler Weltliteratur Blaue Reihe), Düsseldorf/Zürich 2002, ISBN 978-3-538-06938-1.
- Die Welt von Gestern. Erinnerungen eines Europäers. Herausgegeben und kommentiert von Oliver Matuschek. S. Fischer, Frankfurt am Main 2017, ISBN 978-3-10-002409-1.

## Українські видання
- Світ учора. Спогади європейця / Стефан Цвейг; пер. з нім. А. Савченко ; худож.-оформ. О. А. Гугалова. – Харків : Фоліо, 2018 . – 411 с.